# Zwölferkopf (Karwendel)
Der Zwölferkopf ist ein 1491 m ü. A. hoher Berg am südlichen Ortsrand von Pertisau am Achensee in Tirol. Er zählt zu den Vorhöhen der Rauer Knöll-Verzweigung, dem südöstlichen Teil des Karwendels und ist Aussichtspunkt, Standort eines Wander- und Skigebiets sowie einer Paragliding-Schule.

## Geographie
Der Zwölferkopf trennt als mit Fichtenwald bestandene Kuppe das Tristenautal vom Perchertal. Südlich der Erhebung liegen das Landschaftsschutzgebiet rund um den Bärenkopf sowie das Grenzmassiv zwischen dem Inntal und dem Achensee (Stanser Joch).

## Infrastruktur
Auf den Berg führt von Pertisau (952 m ü. A.) eine 5er-Gondelbahn (Karwendel-Bergbahn), die in 5 Minuten 540 Höhenmeter überwindet.
Zu Fuß führen von Pertisau drei Routen auf den Zwölferkopf (entweder durch das Tristenautal oder über einen Serpentinenpfad am Berghang oder durch das Perchertal vom Haus Hubertus, ca. 2 bis 2,5 Std.).
Der Gipfel ist Ausgangspunkt weiterer Wanderwege nach Maurach über Wiesenmatten zur Bärenbadalm (1457 m), Weißenbachalm (1607 m ü. A.), Weißenbachhütte und durch das schluchtartig eingeschnittene Tal des im Sommer meist trockenen Weißenbachs zur Endstation der Achenseebahn beim Haus Seespitz. Es ist auch eine Besteigung des Bärenkopfs möglich. Bergwanderer finden durch das Weißenbachkar Zugänge zu dem Höhenrücken Stanser Joch über das Weihnachtsegg (1740 m ü. A.) hinunter nach Jenbach oder zur Abtei St. Georgenberg-Fiecht, die über Jahrhunderte Lehnsherrin der Achenseeregion war.
Alpine Steige verlaufen auf den Ochsenkopf (2148 m ü. A.), die Gamskarspitze (2098 m ü. A.) und die Rappenspitze (2223 m ü. A.).
Auf den Routen ist teilweise auch Mountainbiking möglich.
Im Winter gibt es am Zwölferkopf vier Skiabfahrten und zwei Übungspisten, eine Snowboardschanze sowie Routen für Winterwandern und Schneeschuhwandern.

## Paragliding

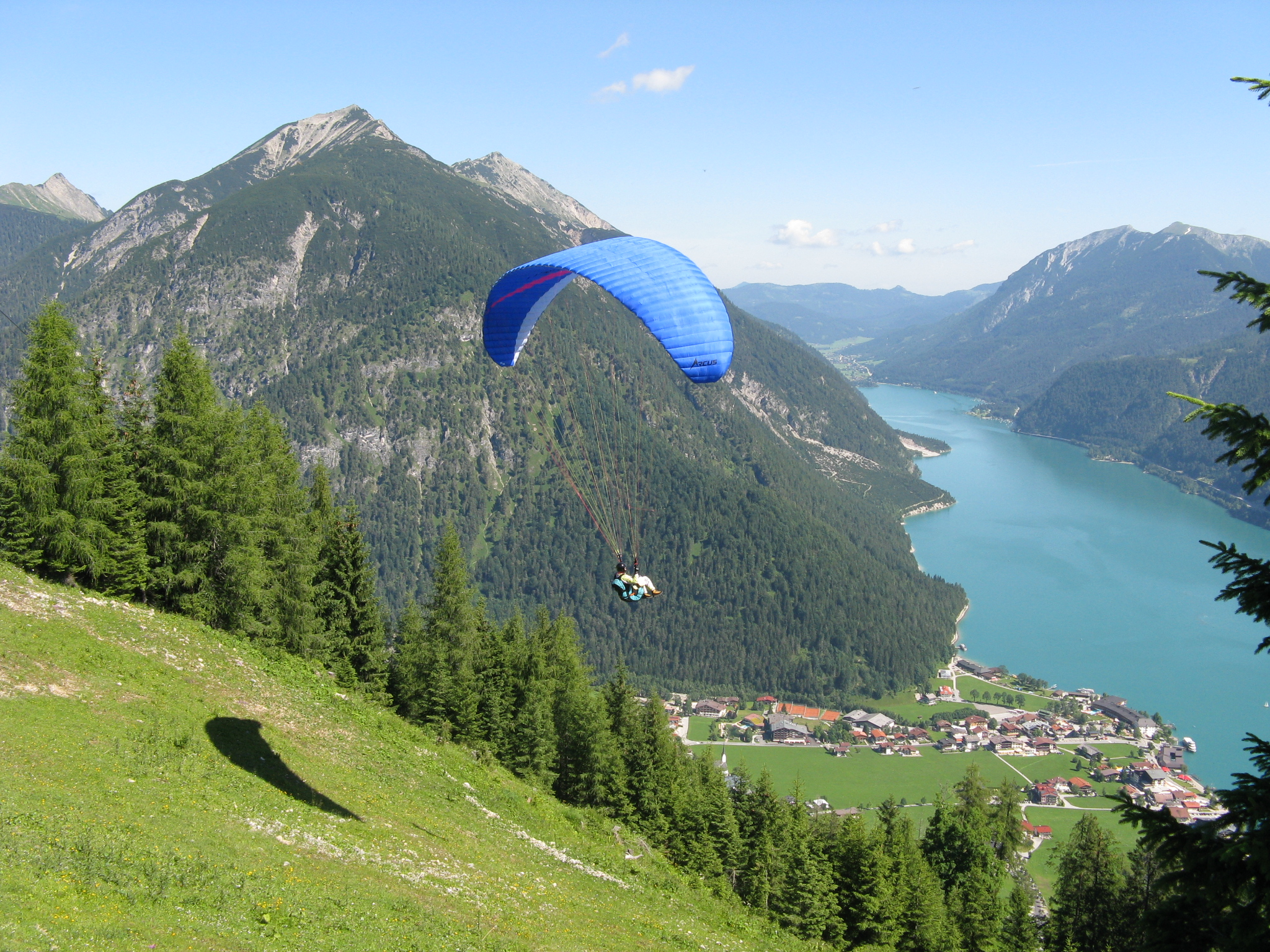
Blick vom Paragliding-Startplatz auf den Achensee bei Pertisau nach Norden mit Seebergspitze und Seekarspitze links und Unnütz hinter Achenkirch rechts

Auf dem Zwölferkopf hat die Paragliding-Schule von Pertisau (DHV-lizenziert) ihre Startbasis. Sie bietet eine Grundausbildung für Anfänger sowie für spezielle Flugprojekte und -techniken Kurse für Fortgeschrittene an. Eine beliebte Paragliding-Route verläuft vom Zwölferkopf soarend über das Bärenkopfgebiet zum Landeplatz am Wiesenhof in Pertisau.